# コビントン郡 (アラバマ州)
コビントン郡（英: Covington County）は、アメリカ合衆国アラバマ州の南部に位置する郡である。2010年国勢調査での人口は37,765人であり、2000年の37,631人から0.4%増加した。郡庁所在地はアンダルシア市（人口9,015人）であり、同郡で人口最大の都市でもある。郡名はメリーランド州出身で、米英戦争で戦死したレナード・コビントン准将に因んで名付けられた。

## 歴史
コビントン郡は1821年12月17日に設立された。1868年8月6日にアラバマ州議会がジョーンズ郡と改名したが、2か月後の10月10日には元の名前に戻された。
1979年9月のハリケーン・フレデリックと2005年10月のハリケーン・オパールの被害を受け、災害被災地域の宣言を受けた。

## 地理
アメリカ合衆国国勢調査局に拠れば、郡域全面積は1,043.86平方マイル (2,703.6 km2)であり、このうち陸地1,033.82平方マイル (2,677.6 km2)、水域は10.05平方マイル (26.0 km2)で水域率は0.96%である。

### 主要高規格道路
- アメリカ国道28号線
- アメリカ国道84号線
- アメリカ国道331号線
- アラバマ州道54号線
- アラバマ州道55号線

### 隣接する郡
- バトラー郡、クレンショー郡 - 北
- コフィー郡、ジェニーバ郡 - 東
- ウォルトン郡 (フロリダ州) - 南東
- オカルーサ郡 (フロリダ州) - 南西
- エスカンビア郡、カネッカー郡 - 西

### 国立保護地域
- カネッカー国立の森（部分）

## 人口動態
以下は2000年の国勢調査による人口統計データである。
| 基礎データ - 人口: 37,631人 - 世帯数: 15,640世帯 - 家族数: 10,791 家族 - 人口密度: 14人/km2（36人/mi2） - 住居数: 18,578軒 - 住居密度: 7軒/km2（18軒/mi2） 人種別人口構成 - 白人: 86.21% - アフリカン・アメリカン: 12.4% - ネイティブ・アメリカン: 0.5% - アジア人: 0.2% - 太平洋諸島系: 0.1%未満 - その他の人種: 0.2% - 混血: 0.6% - ヒスパニック・ラテン系: 0.8% | 年齢別人口構成 - 18歳未満: 23.5% - 18-24歳: 8.1% - 25-44歳: 26.1% - 45-64歳: 24.3% - 65歳以上: 17.9% - 年齢の中央値: 40歳 - 性比（女性100人あたり男性の人口） - 総人口: 91.6 - 18歳以上: 88.0 世帯と家族（対世帯数） - 18歳未満の子供がいる: 29.5% - 結婚・同居している夫婦: 54.1% - 未婚・離婚・死別女性が世帯主: 11.3% - 非家族世帯: 31.0% - 単身世帯: 28.6% - 65歳以上の老人1人暮らし: 14.1% - 平均構成人数 - 世帯: 2.37人 - 家族: 2.90人 | 収入と家計 - 収入の中央値 - 世帯: 26,336米ドル - 家族: 33,201米ドル - 性別 - 男性: 27,453米ドル - 女性: 19,640米ドル - 人口1人あたり収入: 15,365米ドル - 貧困線以下 - 対人口: 18.4% - 対家族数: 14.1% - 18歳未満: 23.9% - 65歳以上: 19.2% |

## 都市と町

### 都市
- アンダルシア - 郡庁所在地
- フロララ
- オップ

### 町
| - バビー - カロライナ - ガント - ヒース | - ホーンヒル - リバティビル - ロックハート - オナイチャ | - レッドレベル - リバーフォールズ - サンフォード |

### 未編入の町
| - アンティオック - ベック - ベーダ - ベツレヘム - ビューラー - ブレアーズ - ブルースプリングス - ボストン - ボイキン - ブルックス | - シーダーグローブ - クリアスプリングス - クリアビュー - コールドウォーター - カウンティライン - ダンズ - デュバル - イオダ - エストセル - フェアフィールド | - ファルコ - ファイブポインツ - フレンドシップ - グリーンベイ - ハーモニー - ハウェルズ - ハッカビル - ロアンゴ - マクリー - オパイン | - ロールズ - レッドオーク - ローム - ローズヒル - スタンリー - ステッドマン - ストローン - バレーオブシャイロー - ウィギンス |